# Раулітт (Техас)
Раулітт (англ. Rowlett) — місто (англ. city) в США, в округах Даллас і Рокволл штату Техас. Населення — 62 535 осіб (2020).

## Географія
Раулітт розташований за координатами 32°54′57″ пн. ш. 96°32′55″ зх. д. / 32.91583° пн. ш. 96.54861° зх. д. (32.915922, -96.548673).  За даними Бюро перепису населення США в 2010 році місто мало площу 51,69 км², з яких 51,51 км² — суходіл та 0,18 км² — водойми. В 2017 році площа становила 54,29 км², з яких 54,10 км² — суходіл та 0,19 км² — водойми.

### Клімат
| Клімат : Раулітт      | Клімат : Раулітт | Клімат : Раулітт | Клімат : Раулітт | Клімат : Раулітт | Клімат : Раулітт | Клімат : Раулітт | Клімат : Раулітт | Клімат : Раулітт | Клімат : Раулітт | Клімат : Раулітт | Клімат : Раулітт | Клімат : Раулітт | Клімат : Раулітт |
| Показник              | Січ.             | Лют.             | Бер.             | Квіт.            | Трав.            | Черв.            | Лип.             | Серп.            | Вер.             | Жовт.            | Лист.            | Груд.            | Рік              |
| Середній максимум, °C | 13,3             | 15,6             | 18,9             | 23,9             | 27,8             | 32,2             | 34,4             | 35,0             | 31,1             | 26,1             | 19,4             | 13,9             | 24,3             |
| Середній мінімум, °C  | 1,1              | 3,9              | 7,8              | 12,2             | 17,8             | 21,7             | 23,3             | 23,3             | 18,9             | 12,8             | 7,8              | 2,2              | 12,8             |
| Норма опадів, мм      | 62               | 78               | 93               | 87               | 131              | 114              | 51               | 47               | 81               | 116              | 90               | 82               | 1032             |
| --------------------- | ---------------- | ---------------- | ---------------- | ---------------- | ---------------- | ---------------- | ---------------- | ---------------- | ---------------- | ---------------- | ---------------- | ---------------- | ---------------- |
| Джерело:              |                  |                  |                  |                  |                  |                  |                  |                  |                  |                  |                  |                  |                  |

## Демографія
Згідно з переписом 2010 року, у місті мешкало 56 199 осіб у 18 371 домогосподарстві у складі 15 490 родин. Густота населення становила 1087 осіб/км².  Було 18969 помешкань (367/км²).
Расовий склад населення:
| - 71,8 % — білих - 13,4 % — чорних або афроамериканців - 6,6 % — азіатів - 0,6 % — корінних американців - 4,9 % — осіб інших рас |

До двох чи більше рас належало 2,7 %. Частка іспаномовних становила 16,5 % від усіх жителів.
За віковим діапазоном населення розподілялося таким чином: 29,0 % — особи молодші 18 років, 63,4 % — особи у віці 18—64 років, 7,6 % — особи у віці 65 років та старші. Медіана віку мешканця становила 36,7 року. На 100 осіб жіночої статі у місті припадало 96,0 чоловіків;  на 100 жінок у віці від 18 років та старших — 92,0 чоловіків також старших 18 років.
Середній дохід на одне домашнє господарство  становив 93 519 доларів США (медіана — 83 416), а середній дохід на одну сім'ю — 99 559 доларів (медіана — 91 356). Медіана доходів становила 53 189 доларів для чоловіків та 45 873 долари для жінок. За межею бідності перебувало 6,8 % осіб, у тому числі 9,0 % дітей у віці до 18 років та 5,5 % осіб у віці 65 років та старших.
Цивільне працевлаштоване населення становило 31 051 особа. Основні галузі зайнятості: освіта, охорона здоров'я та соціальна допомога — 22,5 %, науковці, спеціалісти, менеджери — 12,4 %, роздрібна торгівля — 11,3 %, виробництво — 10,5 %.